# Blosson e Serian
Blosson e Serian (en francès Blousson-Sérian) és un municipi francès situat al departament del Gers i a la regió d'Occitània.

## Geografia

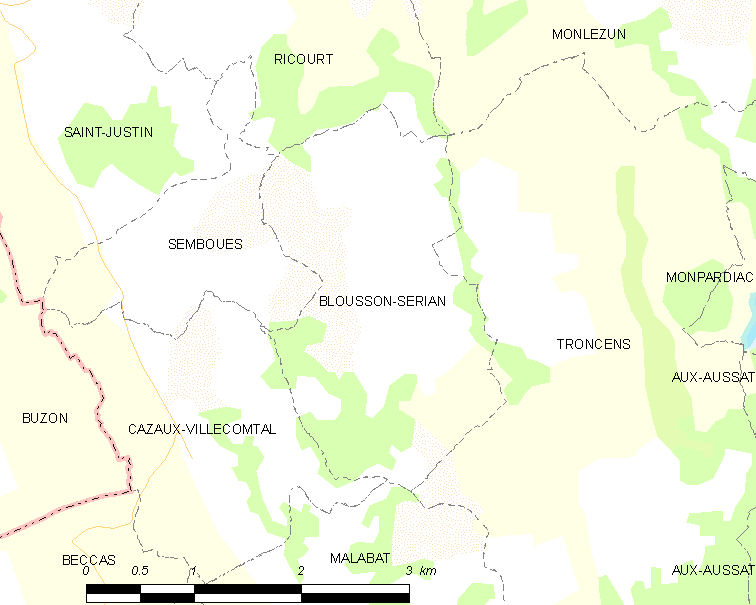
Mapa de la comuna de Blosson e Serian

## Administració
| Període | Identitat      | Partit        |
| ------- | -------------- | ------------- |
| 2001-   | Christian Luro | Divers gauche |

## Demografia
| 1962                                       | 1968 | 1975 | 1982 | 1990 | 1999 | 2006 |
| ------------------------------------------ | ---- | ---- | ---- | ---- | ---- | ---- |
| 90                                         | 70   | 63   | 58   | 59   | 50   | 68   |
| Des de 1962: població sense dobles comptes |      |      |      |      |      |      |